# Eupetersia similis
Eupetersia similis är en biart som beskrevs av Raymond Benoist 1950. Eupetersia similis ingår i släktet Eupetersia och familjen vägbin. Inga underarter finns listade i Catalogue of Life.